# Golfo di Laconia
Il golfo di Laconia (in greco Λακωνικός κόλπος?) è un golfo della Grecia. Tradizionalmente incluso nel mar Ionio, non ne viene considerato parte dall'Organizzazione idrografica internazionale.
Il golfo è circoscritto dalla costa orientale della penisola della Maina e da quella occidentale della penisola di Capo Malea. Quest'ultimo costituisce una delle sue due estremità, quella sudorientale, mentre l'altra, quella sudoccidentale, è Capo Matapan. Le sue acque, inoltre, bagnano le isole di Cervi e di Cerigo.

## Geografia
Le coste del golfo si estendono per 50 km. La sua riva occidentale è dominata dalle falde del monte Taigeto, è rocciosa e con piccoli insediamenti, e lo stesso vale per la sua riva orientale, benché in minor misura; al contrario, la sua riva settentrionale è pianeggiante e fertile, ed è nel suo tratto centrale che sfocia in mare l'Eurota, il fiume dell'antica Sparta.
 Il golfo è interamente compreso nella regione storica della Laconia e nell'omonima odierna unità periferica greca; Gizio è il principale centro abitato ad affacciarvisi.

## Località che si affacciano sul golfo
- Porto Kagio - sudovest
- Kotronas - ovest
- Skoutari - ovest
- Mavrovouni - nordovest
- Gizio - nordovest
- Elos - nord
- Elea - nordest
- Plitra - nordest
- Archangelos - est
- Cervi - sudest
- Neapoli Voion - sudest
- Cerigo - sud

Sulla costa nordorientale del golfo sorgevano inoltre le antiche città di Acrea e di Asopo.

## Galleria d'immagini

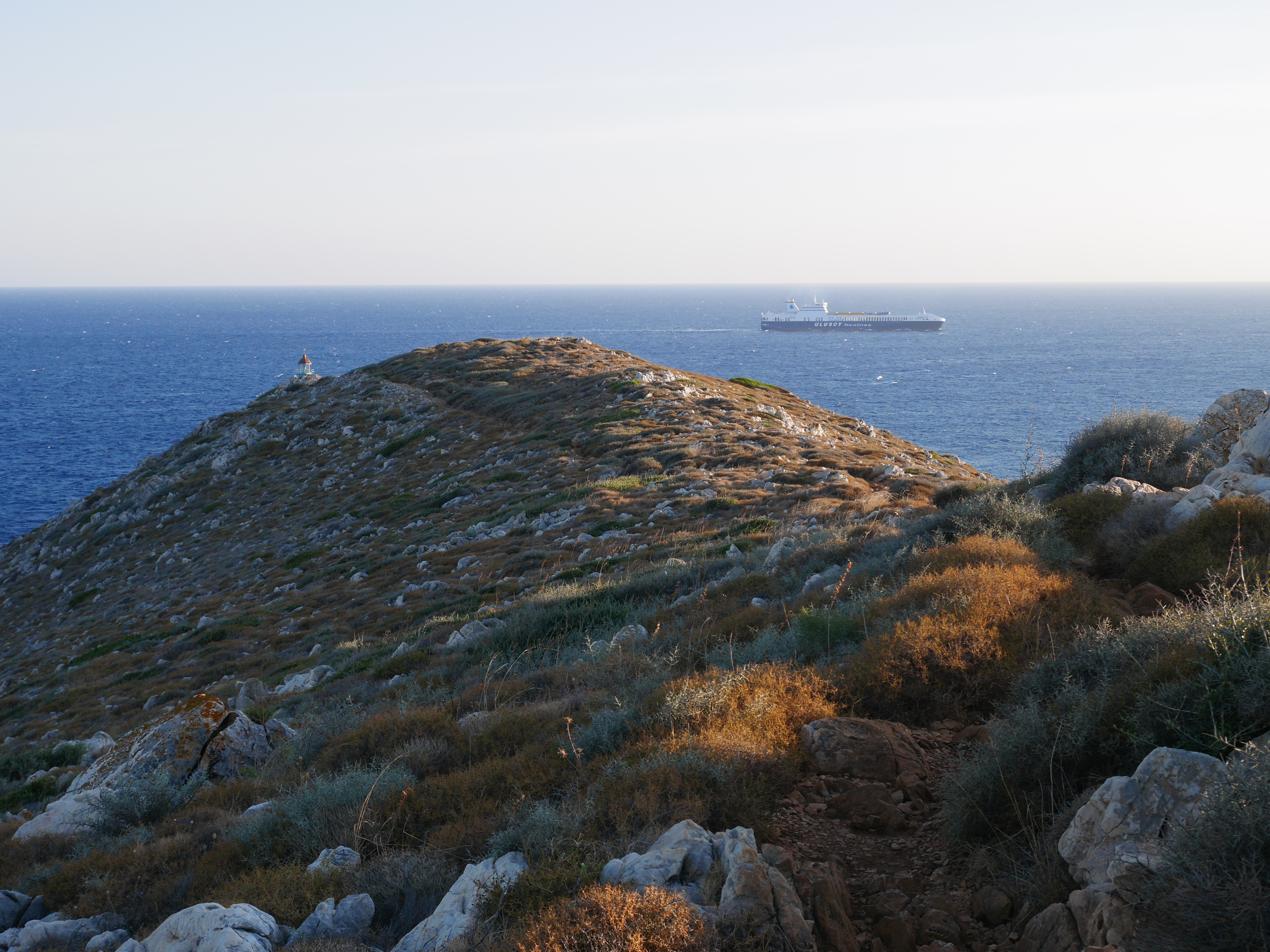
Capo Matapan
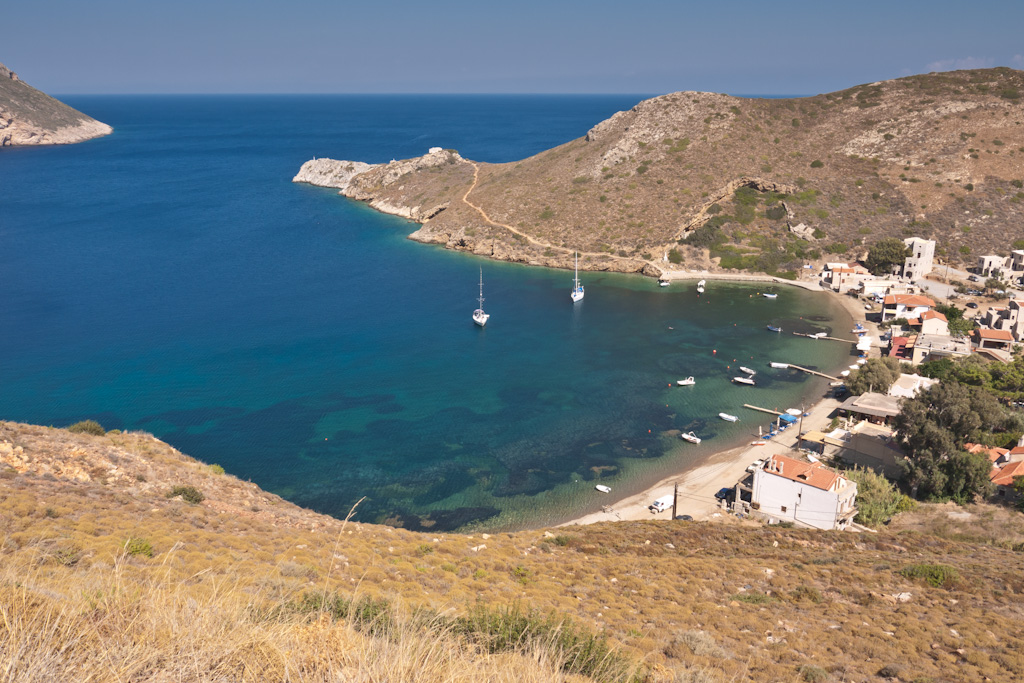
Porto Kagio
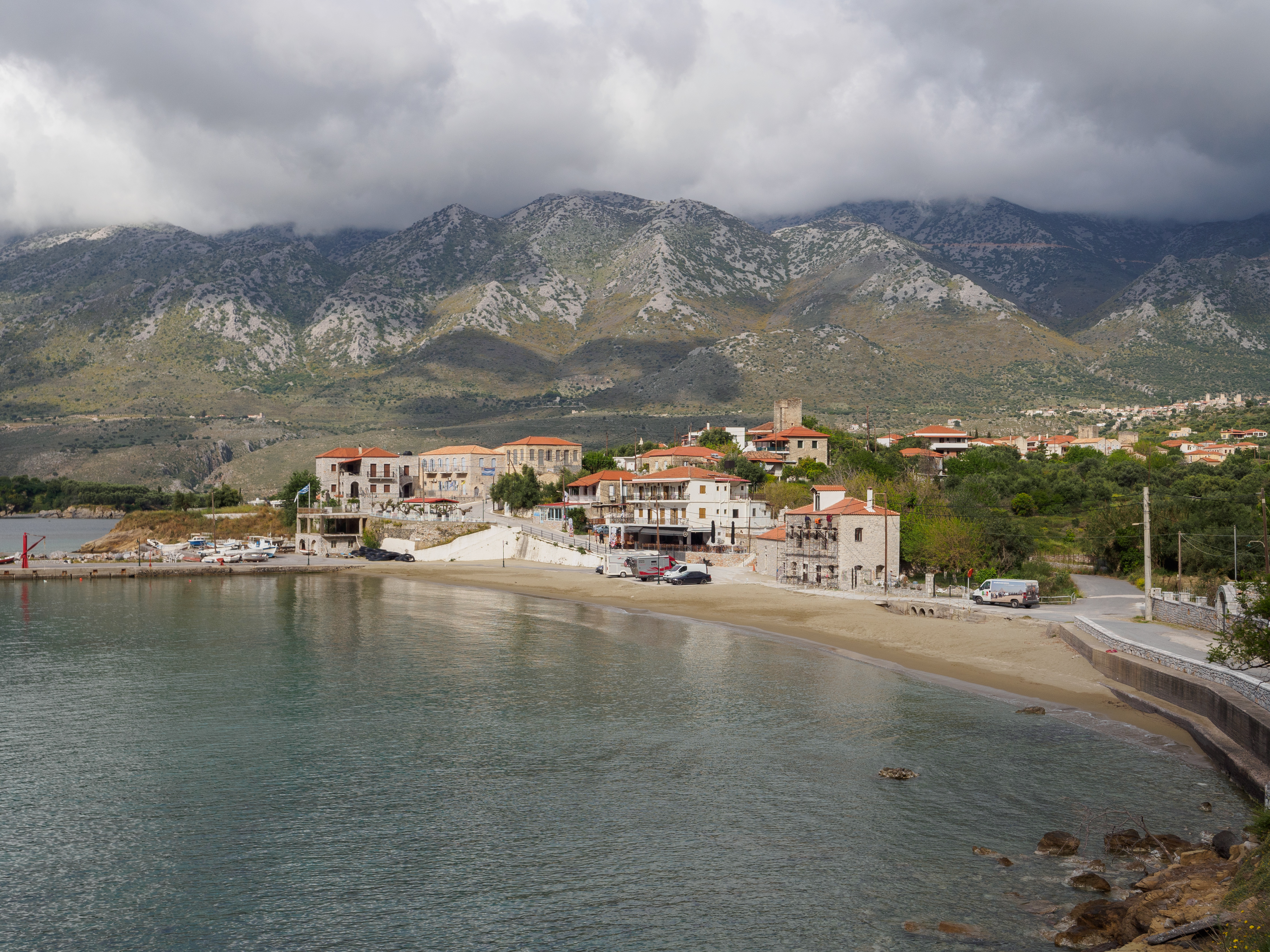
Kotronas
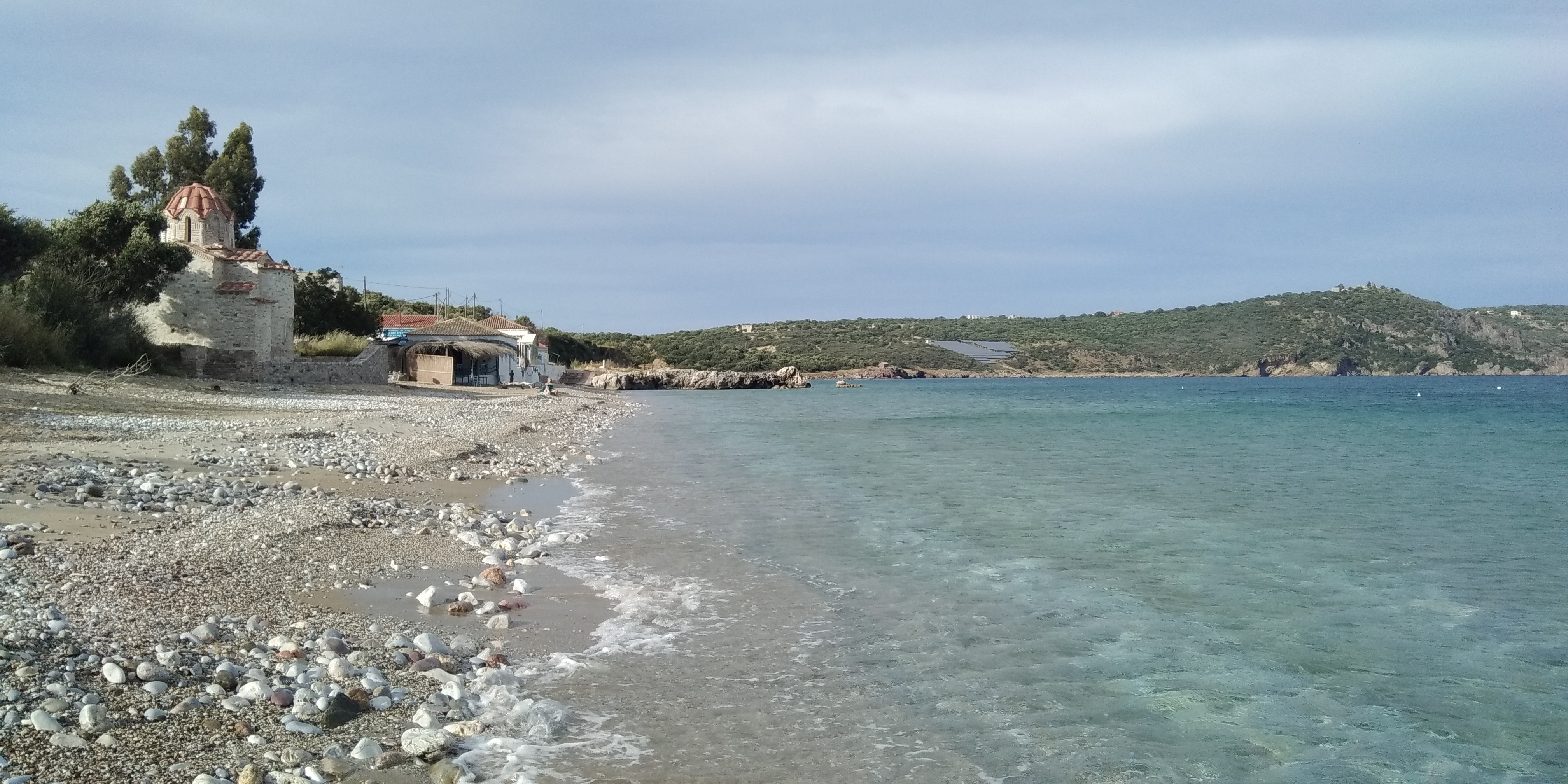
Spiaggia di Skoutari
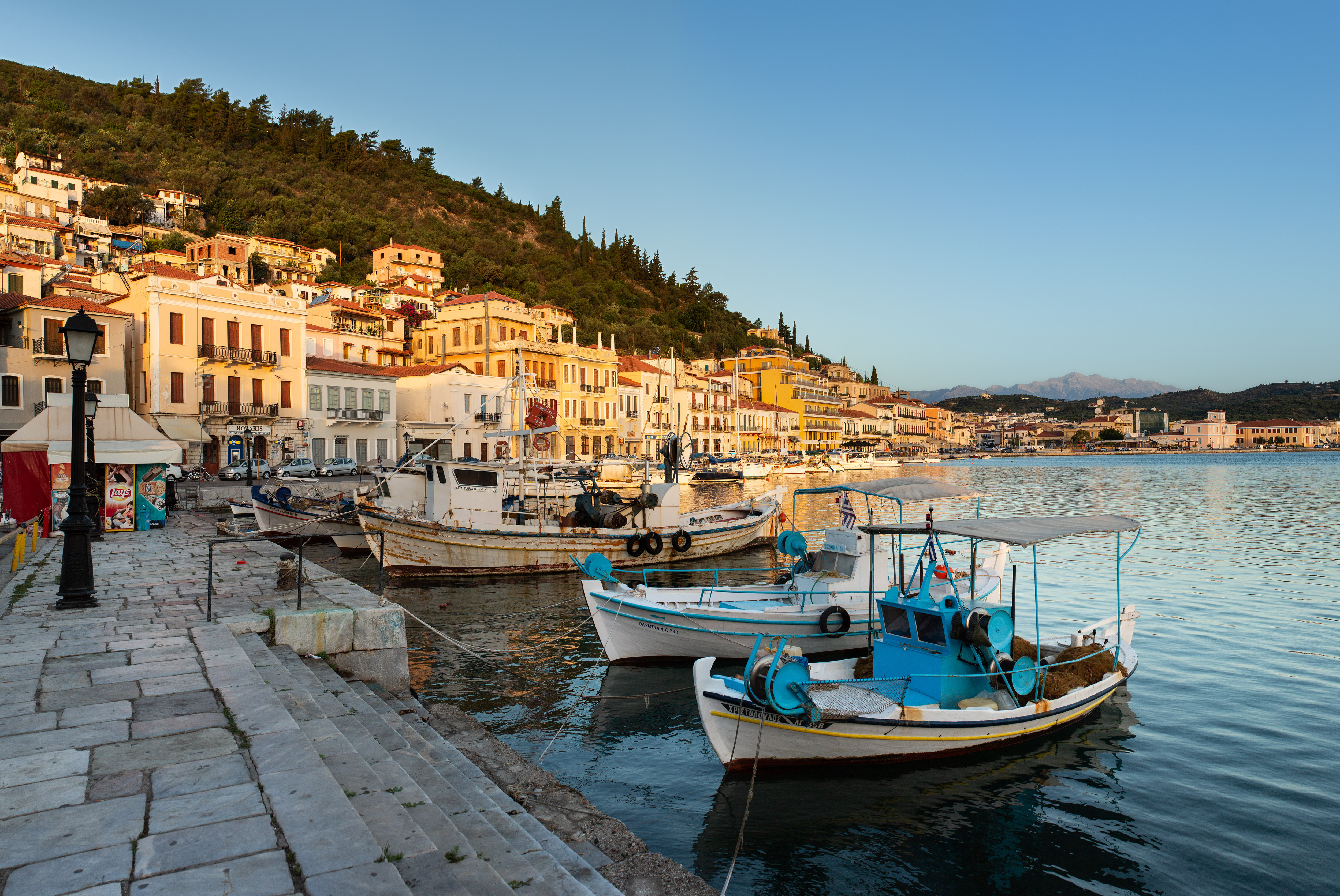
Gizio
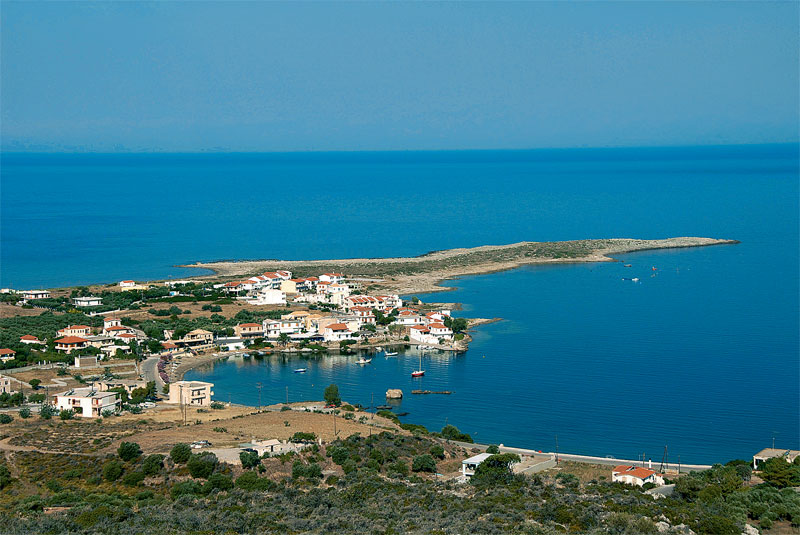
Archangelos
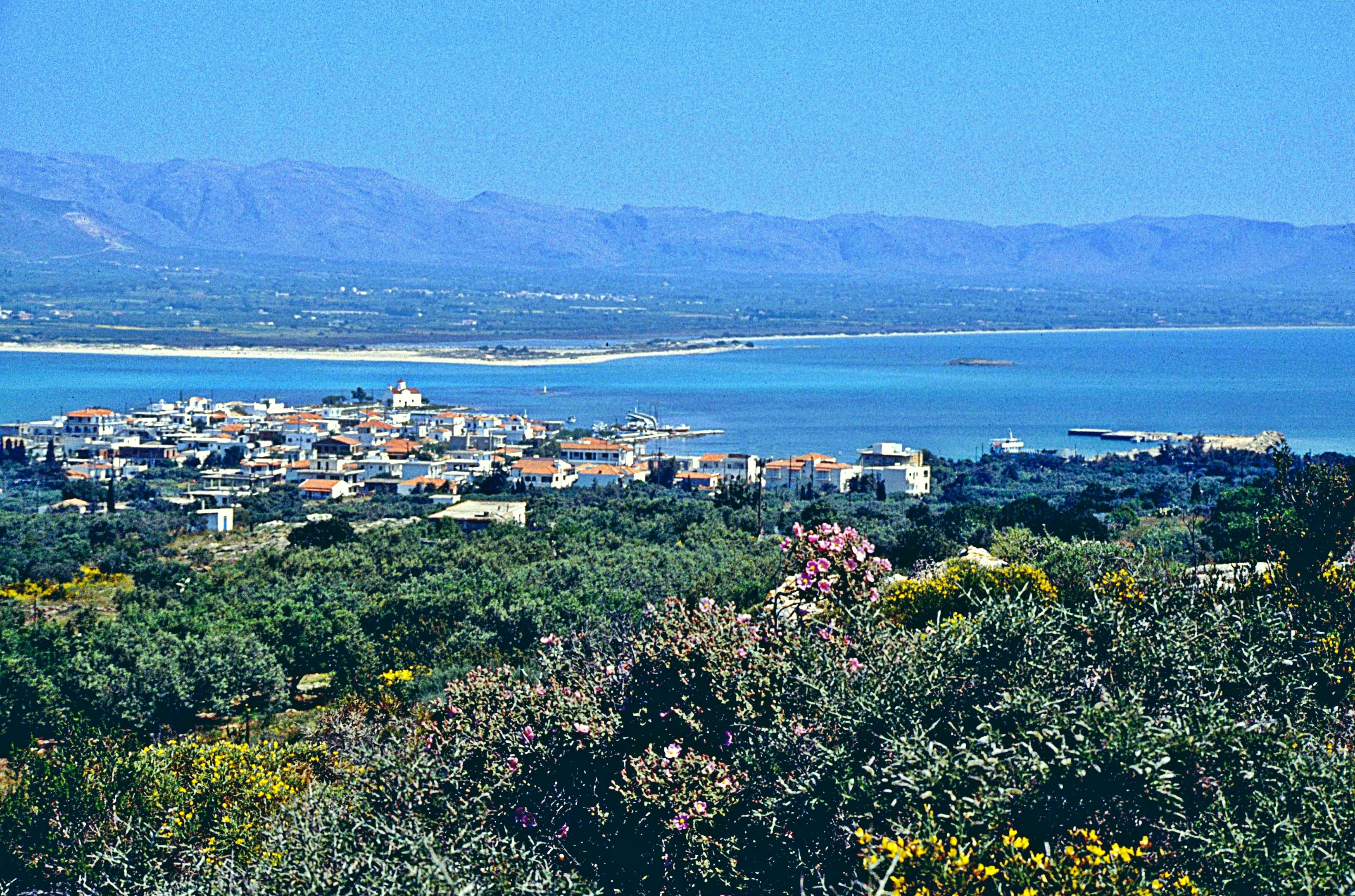
La costa sudorientale del golfo di Laconia vista dall'isola di Cervi
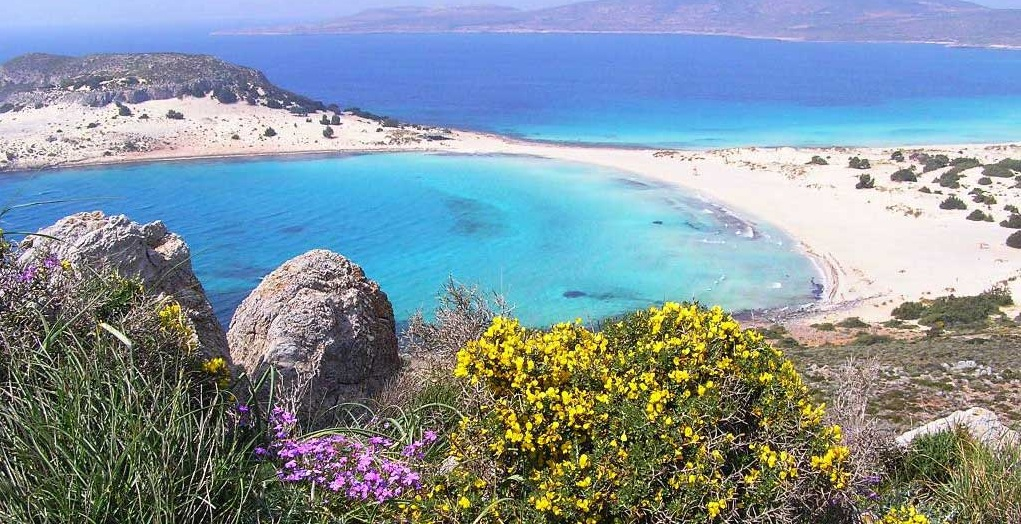
Spiaggia di Simos sull'isola di Cervi
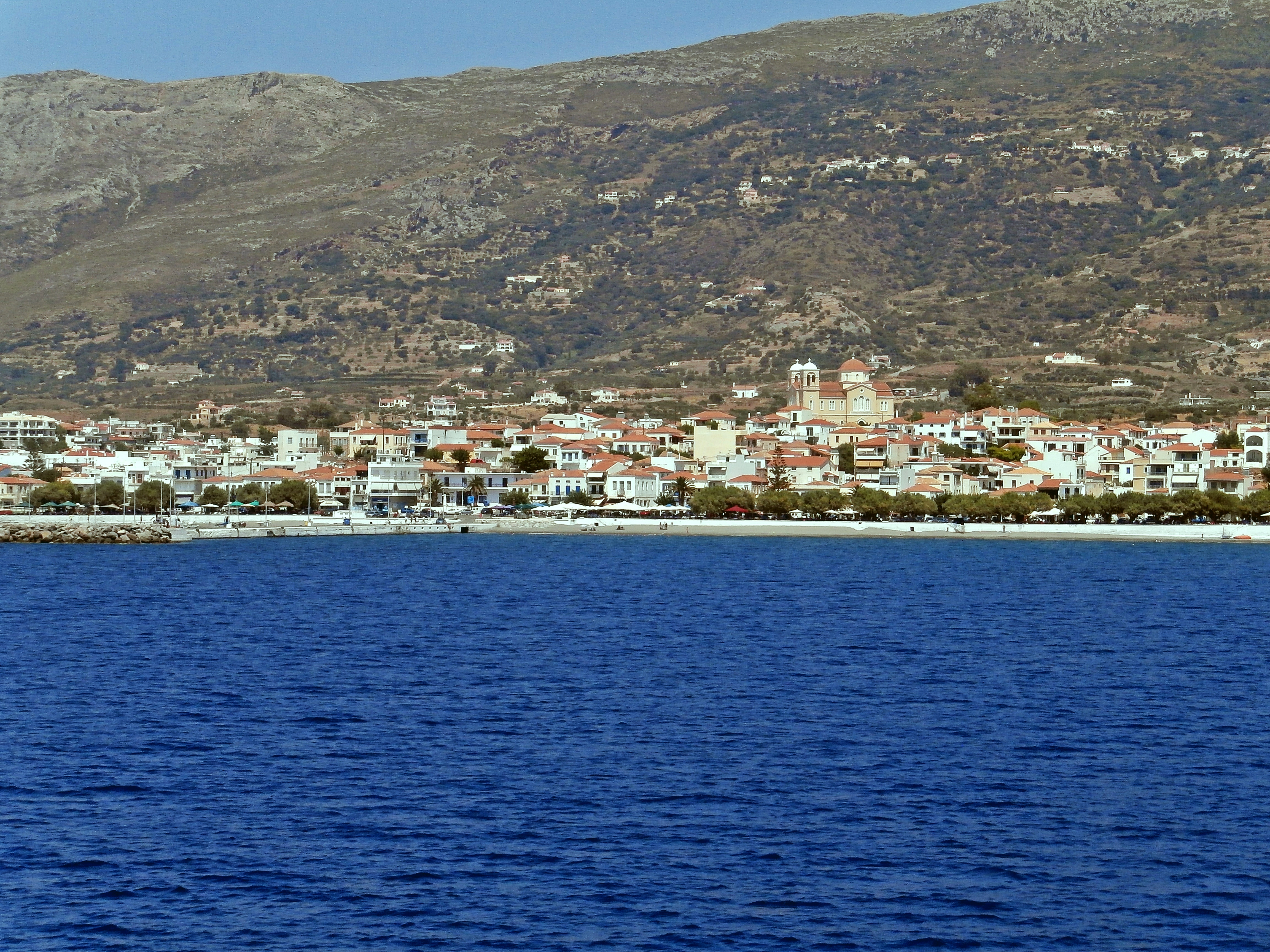
Neapoli Voion
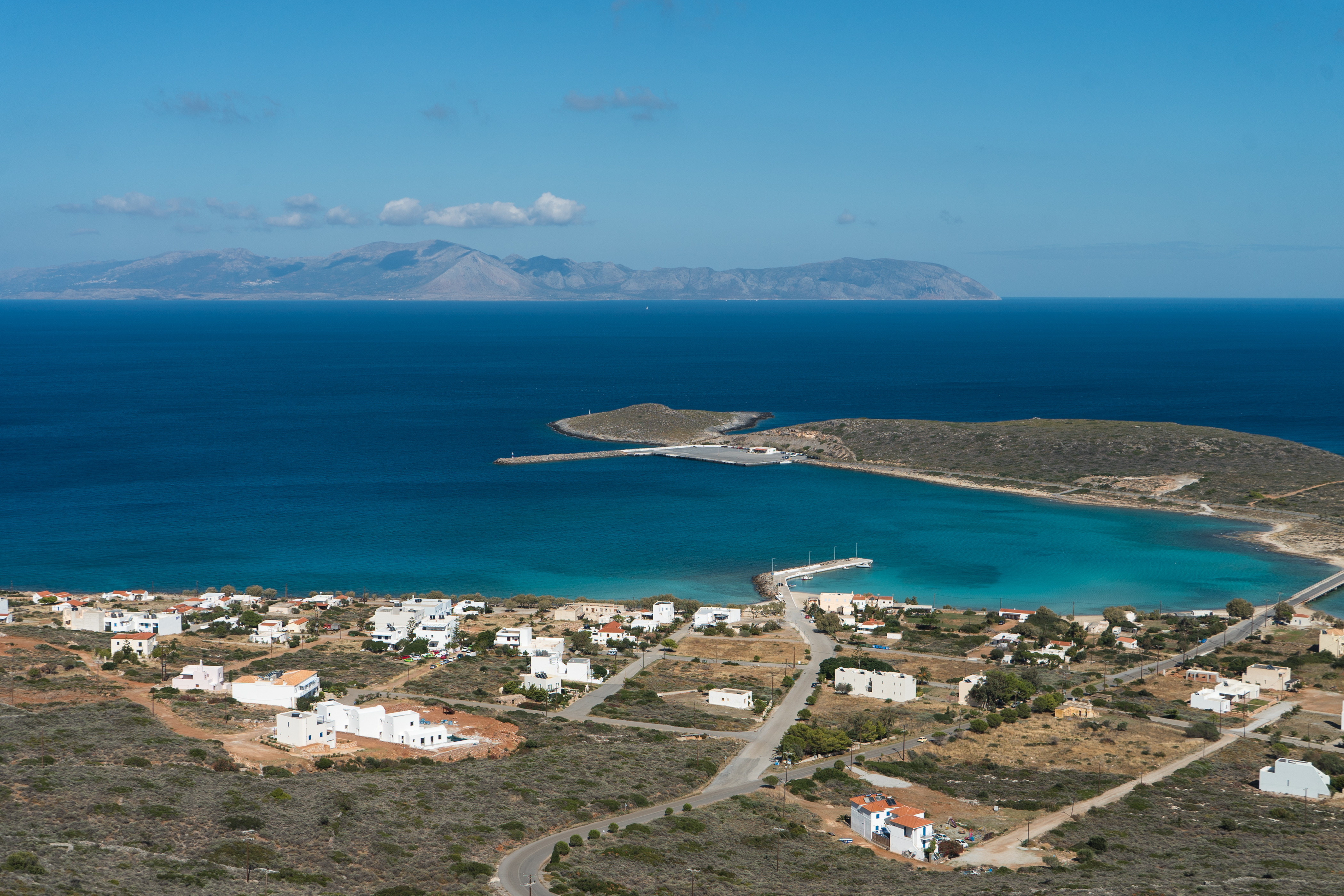
Vista dall'isola di Cerigo di Capo Malea e della costa sudorientale del golfo di Laconia